# Éditions Jacques Brel

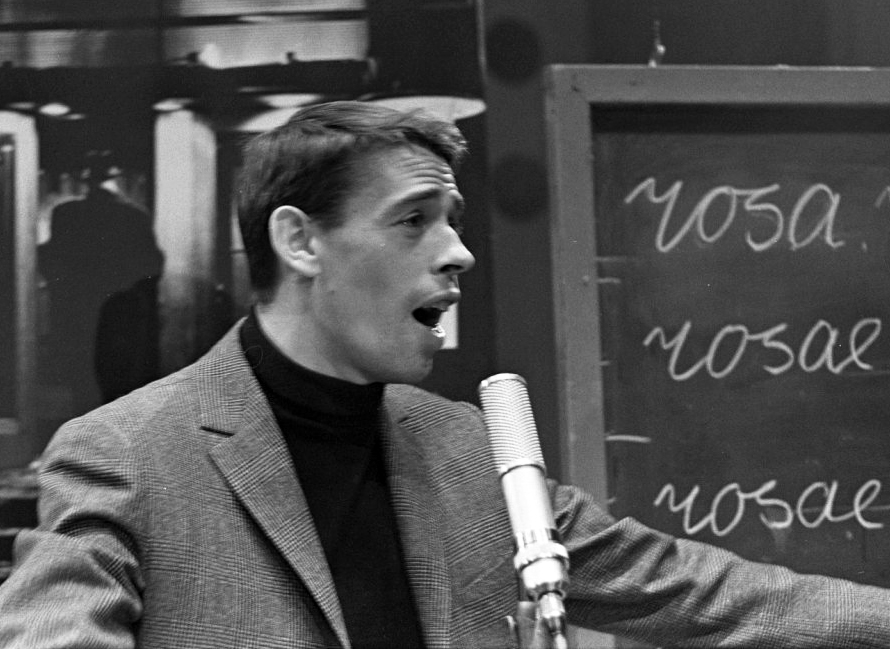
Jacques Brel tijdens een televisie-opname in 1963

De Éditions Jacques Brel is een stichting in Brussel. Ze ontstond in 2006 door een fusie van muziekuitgeverij Éditions Pouchenel die sinds 1962 Brels werk uitgaf, en Fondation Jacques Brel die sinds 1981 waakte over de artistieke nalatenschap van de Belgische zanger.
De stichting onder leiding van Jacques Brels dochter France Brel probeert bezoekers in een pand in het centrum van Brussel een beeld te geven van de wereld van deze zanger en tekstschrijver. Zij doet dit door middel van een wisselende reeks filmpresentaties, waaronder beelden van zijn fascinerende afscheidsconcert in de Parijse Olympia in 1966. Andere installaties illustreren de manier van leven van Brel, die net geen 50 werd. De stichting fungeert ook als archief en researchcentrum. Zij beschikt over een verzameling artikelen, manuscripten, dia's, affiches en andere zaken rond Brels leven en werk. Daarnaast bezit zij verscheidene uren aan audio- en videomateriaal van diverse live-optredens van Brel.